# Ellen Drexel

Ellen Drexel (1983)

Ellen Drexel, född 20 augusti 1919 i Wiesbaden, död 17 april 2002 i Eppstein i Taunus, var en tysk balettdansös och medlem av Richard Wagners familj genom sitt äktenskap med Wolfgang Wagner. Efter skilsmässan från Wolfgang Wagner reviderade hon sina dagböcker och anteckningsböcker fram till 1999, samlade historiska artiklar och utökade systematiskt sina kunskaper om detaljerna och bakgrunden till nationalsocialismen och Förintelsen.

## Biografi

Ellen Drexels gravsten i Cerro Maggiore i Milano

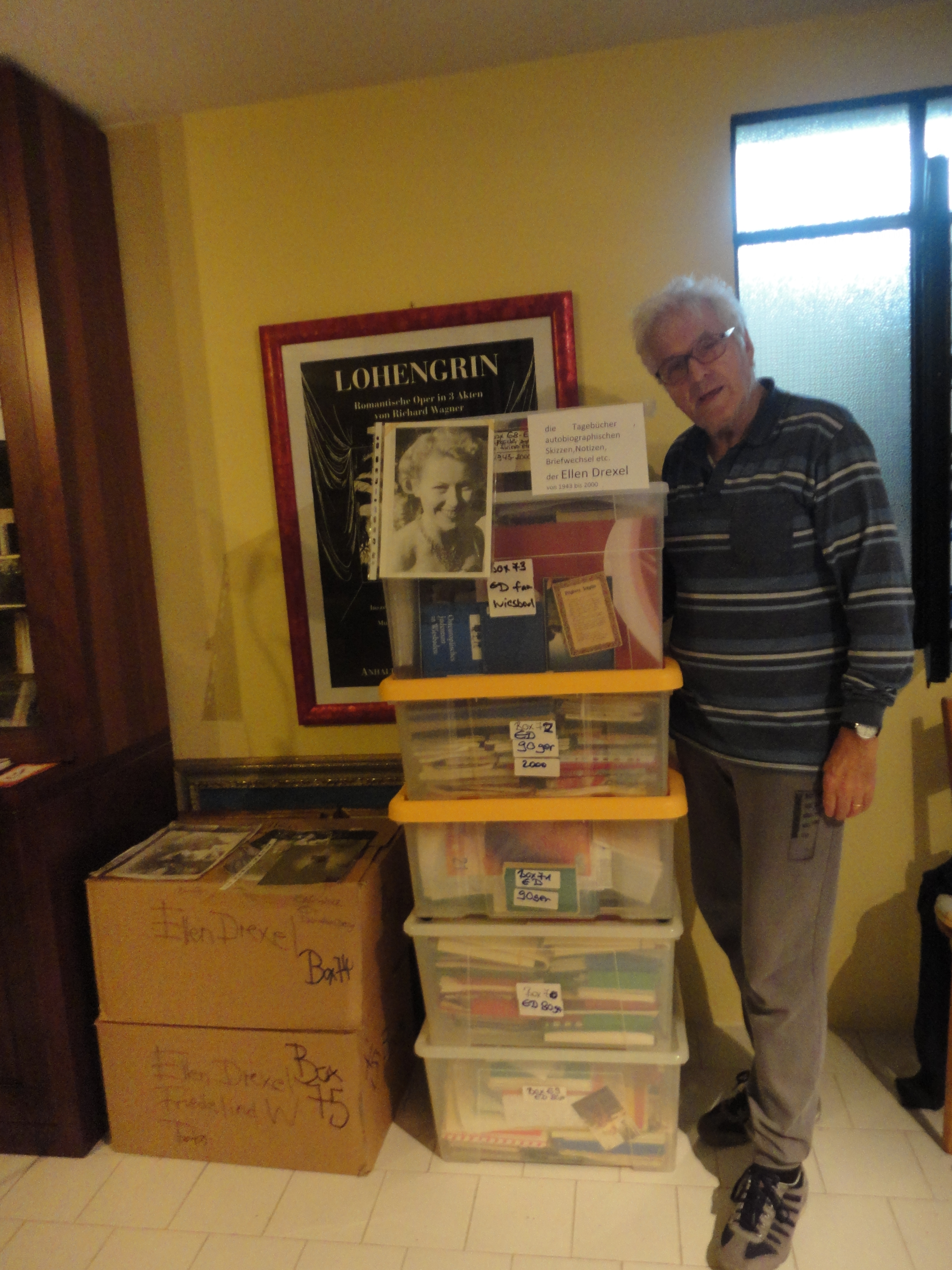
Sonen Gottfried Wagner bredvid några av Ellen Drexels dokument, juni 2017

Ellen Drexels far var vingrossisten Adolf Heinrich Drexel (1887–1940) – bror till avantgardemålaren Hans Christoph Drexel. Hennes mor var Thora Auguste Franziska Drexel, född Nissen (1891–1953), som arbetade som lärare i Wiesbaden och var intresserad av musik, litteratur och teater och vars far kom från den förmögna köpmannafamiljen Nissen i Hamburg.
Drexels intresse för litteratur väcktes tidigt av hennes mors bibliotek. Drexels karriär som dansare och mimare började vid fyra års ålder 1923, när hon medverkade i Madame Butterfly i Wiesbaden. Karriären inom balett och mim förde Ellen Drexel från Wiesbaden till Darmstadt, Breslau och från 1941 till Staatsoper Unter den Linden i Berlin.
Under ett gästspel i Rom träffade hon Wolfgang Wagner, son till Festspelschefen Winifred Wagner i Bayreuth. Vid den tiden var han assistent till Heinz Tietjen, generaldirektör för alla preussiska statsteatrar som formellt var underställda Hermann Göring. Drexel förlovade sig med Wolfgang Wagner och flyttade in i hans lägenhet i Berlin, där hon gav upp sin karriär som dansare.
Bröllopet med Wagner ägde rum den 11 april 1943 i Villa Wahnfried i Bayreuth. Drexel tog efternamnet "Wagner" och Adolf Hitler lät ta med sig rosor till bruden och brudgummen till deras bröllop.
Ellen Wagner överlevde bombardemanget av sin lägenhet i Berlin och var höggravid i Villa Wahnfried i april 1945 när den förstördes av en bomb. Dottern Eva föddes några dagar senare i Winifred Wagners lantställe i Oberwarmensteinach i Fichtelbergen.
Ellen Wagner bevittnade ockupationen av den förstörda Villa Wahnfried av amerikanska trupper och upplevde avnazifieringsprocessen mot Winifred Wagner, som 1947 klassificerades som en "anklagad" av Grupp II, men i överklagandeförfarandet i slutet av 1948 endast som en "mindre anklagad" av Grupp III.
År 1947 föddes Ellen Wagners son Gottfried. På den tiden bodde familjen i trädgårdsmästarens stuga på godset Villa Wahnfried. I januari 1955 flyttade familjen till Villa Festspielhügel 3. Detta hus bredvid den "ariserade" villan tillhörande Gauleiter Fritz Wächtler.
Efter andra världskriget följde Ellen Wagner med sin make på alla affärsresor till sponsorer och understödjare från tyskt näringsliv, politik, kultur och media för återuppbyggnaden av det konkursade stora familjeföretaget Bayreuthfestspelen, men tog i huvudsak hand om sina barn. Från 1945 förde Ellen Wagner dagbok. Hon främjade sin sons studier av nazismens och Förintelsens förföljelser av Kurt Weill genom att lämna sina anteckningar till honom.
Efter skilsmässan i juli 1976 började hon skriva ner sitt liv och kritiskt och självkritiskt kommentera alla dagböcker som fanns kvar. År 1977 fördjupade hon kontakten med sin farbror Hans Christoph Drexel, som hade förbjudits att arbeta som målare under den nationalsocialistiska eran, och sitt intresse för den tidigare "degenererade konsten".
Efter stroke och cancer levde hon från 1999 till sin död den 17 april 2002 på äldreboendet Main-Taunus-Kreis i Eppstein. Hennes aska begravdes i enlighet med hennes önskan den 27 maj 2002 på kyrkogården i Cerro Maggiore nära Milano.
Alla dagböcker och anteckningsböcker samt viktiga dokument från familjerna Wagner och Drexel-Nissen finns i Gottfried Wagner-arkivet i Zürichs centralbibliotek. Efter en planerad utvärdering ska nyckeluttalanden från inspelningarna publiceras.